# Cañón del Chicamocha
El cañón del Chicamocha es un destacado accidente geográfico de Colombia, ubicado en el departamento de Santander, con una extensión parcial en Boyacá. Formado por la erosión del río Chicamocha, es considerado uno de los cañones más grandes y profundos del mundo, con aproximadamente 227 kilómetros de longitud y una profundidad media de 2.000 metros, cubriendo así unas 108.000 hectáreas.
Se encuentra a unos 54 km al sur de Bucaramanga, entre los municipios de Aratoca, Cepitá, Los Santos, Piedecuesta y Jordán. Su paisaje semiárido, su geología singular y su biodiversidad lo han convertido en un referente natural, cultural y turístico de la región.
El nombre Chicamocha proviene de la lengua guane y se traduce como «hijo de plata en noche de luna llena en la cordillera». Esta interpretación hace alusión poética al brillo del río serpenteando entre las montañas bajo la luz lunar.

## Historia y formación geológica
El cañón del Chicamocha se formó hace aproximadamente 46 millones de años, como resultado de la intensa actividad tectónica y procesos de erosión fluvial durante el periodo Terciario. En esa época, una extensa cuenca lacustre cubría la región, favoreciendo la sedimentación de materiales y la preservación de fósiles marinos. En la actualidad, aún pueden encontrarse vestigios geológicos que dan cuenta de esta evolución.
Esta formación está estrechamente vinculada a fallas geológicas activas como la de Bucaramanga–Santa Marta, responsables de la conformación de su topografía abrupta. El río Chicamocha, que lo recorre desde las estribaciones de la Sierra Nevada del Cocuy, confluye con los ríos Suárez y Fonce para formar el río Sogamoso.
En cuanto a la ocupación humana, el territorio del Chicamocha fue habitado por comunidades indígenas como los guanes, laches, yariguíes y muiscas, quienes establecieron rutas comerciales y culturales a través del cañón. Estas comunidades intercambiaban productos agrícolas, tejidos y, especialmente, la hoja de coca cultivada en la región.
En el cañón aún se conservan pinturas rupestres, restos fósiles y caminos ancestrales construidos por poblaciones esclavizadas durante la colonia. Por estos caminos transitó, entre otros hitos históricos, el primer piano de cola que llegó a Colombia. El cañón ha sido también un importante corredor de conexión entre la región andina central y la costa Caribe.

## Localización y clima
El cañón se extiende desde Socha (Boyacá) hasta las inmediaciones de Lebrija (Santander). Su zona más accesible se encuentra entre Aratoca y el sector conocido como Pescadero, sobre la carretera nacional que comunica San Gil y Bucaramanga. También puede observarse desde la vía a la Mesa de los Santos o a través del teleférico que cruza el cañón.
El clima en la zona es cálido y seco, con temperaturas que varían entre los 11 °C durante la noche y hasta 32 °C durante el día, dependiendo de la altitud. La cobertura vegetal es escasa en muchas zonas debido a la severa erosión y las condiciones de aridez.

## Importancia ecológica y cultural
El Chicamocha alberga un ecosistema seco tropical con múltiples especies endémicas. Entre su fauna destacan el cucarachero nicéforo, perdices, pájaros carpinteros, águilas blancas, tigrillos, iguanas, zarigüeyas, armadillos, osos hormigueros y monos aulladores.
En cuanto a la flora, destacan especies únicas como el fique del Chicamocha, el cacao indio, la palmera Zamia encephalartoides, el castañete y el árbol barrigón. Este último, por su corteza resistente, ha sido utilizado en la construcción de balsas y actualmente se encuentra en riesgo por su sobreexplotación.
Desde el punto de vista cultural, el cañón ha sido escenario de múltiples procesos históricos y sigue siendo un símbolo de identidad regional. En 2009 fue preseleccionado como una de las  «Siete maravillas naturales del mundo», figurando entre los 77 lugares más votados en esa campaña internacional.
La postulación del cañón ante la UNESCO como Patrimonio Natural y Cultural de la Humanidad cuenta con respaldo institucional y académico, basado en investigaciones geológicas, arqueológicas, ecológicas y sociales que evidencian su valor universal.
Desde 2013 se celebra anualmente en los alrededores del cañón la carrera de montaña Chicamocha Canyon Race, que convoca a corredores nacionales e internacionales en distintas modalidades de trail running.

## Parque Nacional del Chicamocha
En una de las laderas del cañón, entre los municipios de San Gil y Bucaramanga, se encuentra el Parque nacional del Chicamocha, inaugurado en 2006. Además de incluir el Teleférico del Chicamocha, uno de los más extensos en su tipo, este parque temático contribuye a la promoción del turismo en la región y ofrece una experiencia recreativa y educativa centrada en el paisaje y la cultura local.

## Galería de imágenes

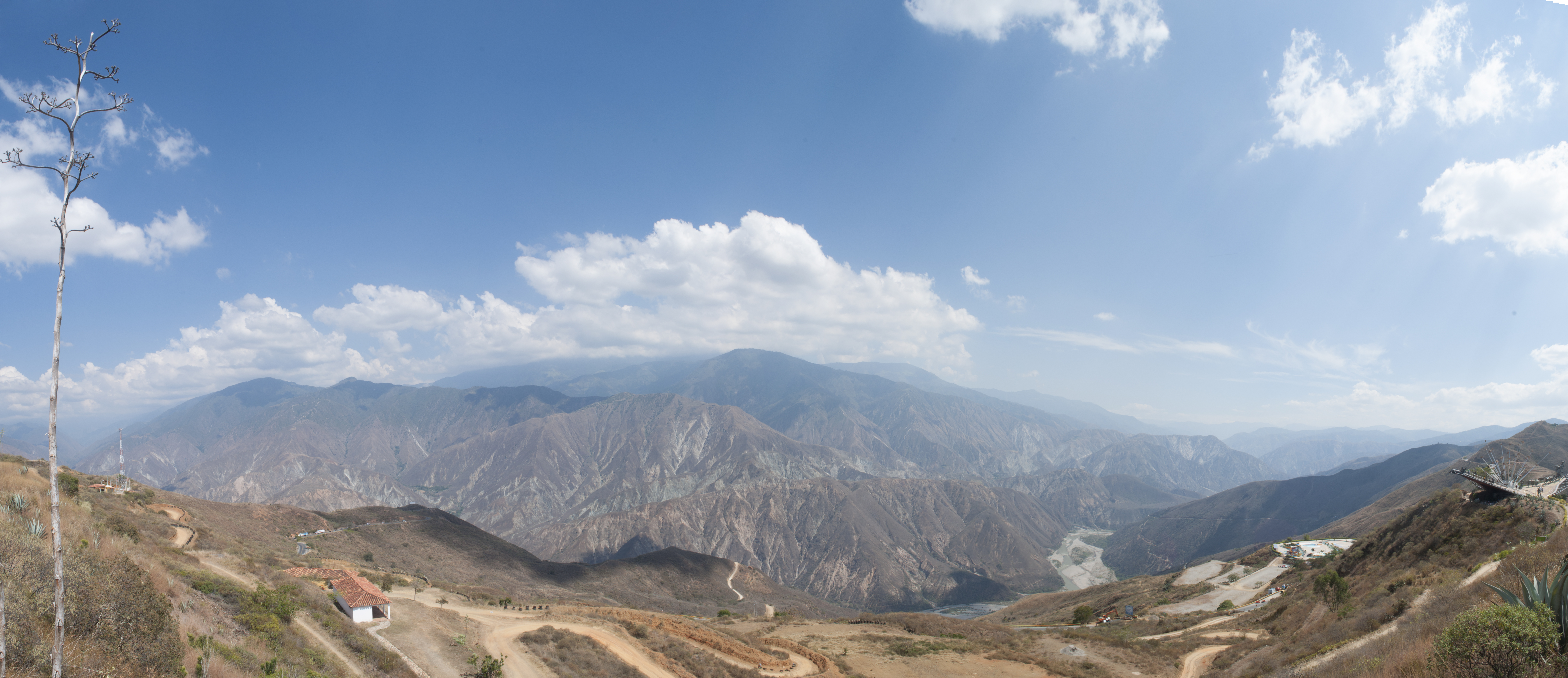
Viaje en bicicleta hasta el Cañón del Chicamocha.
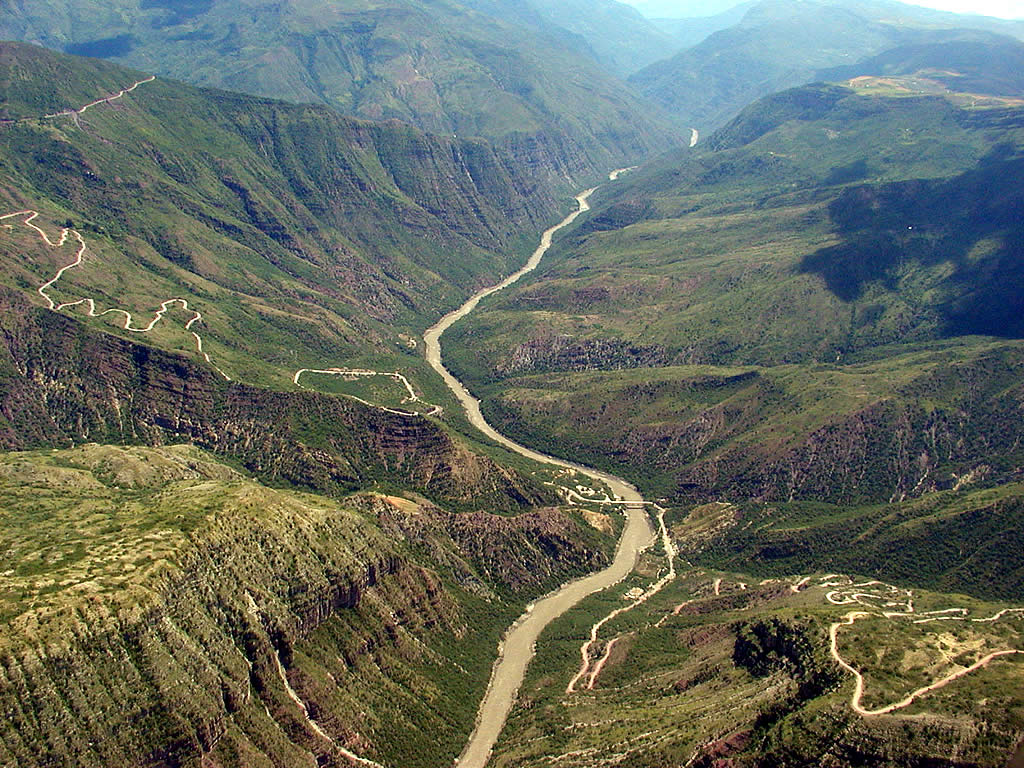
Cañón del Sogamoso. Vía Girón - Zapatoca.
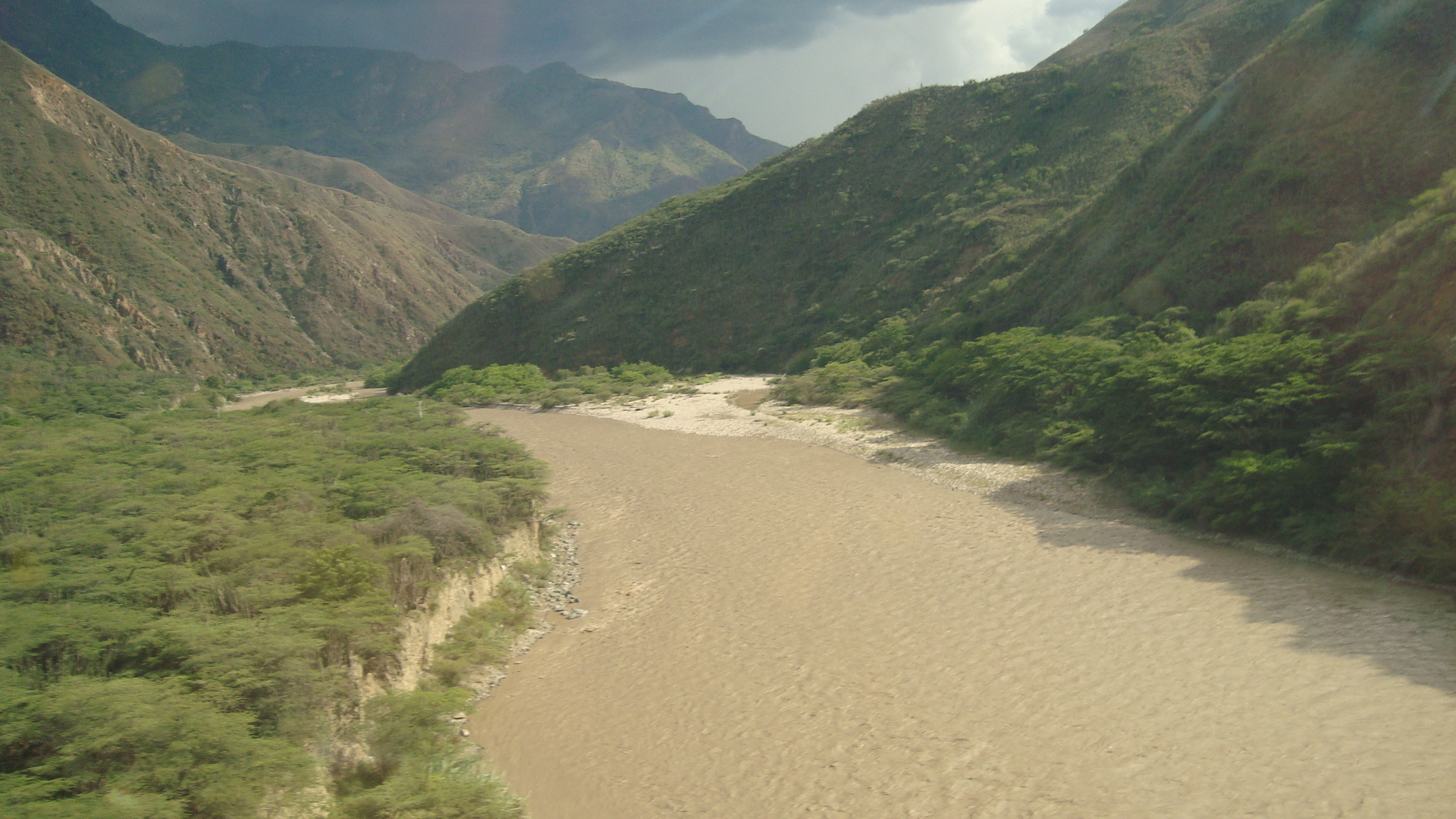
Río Chicamocha.
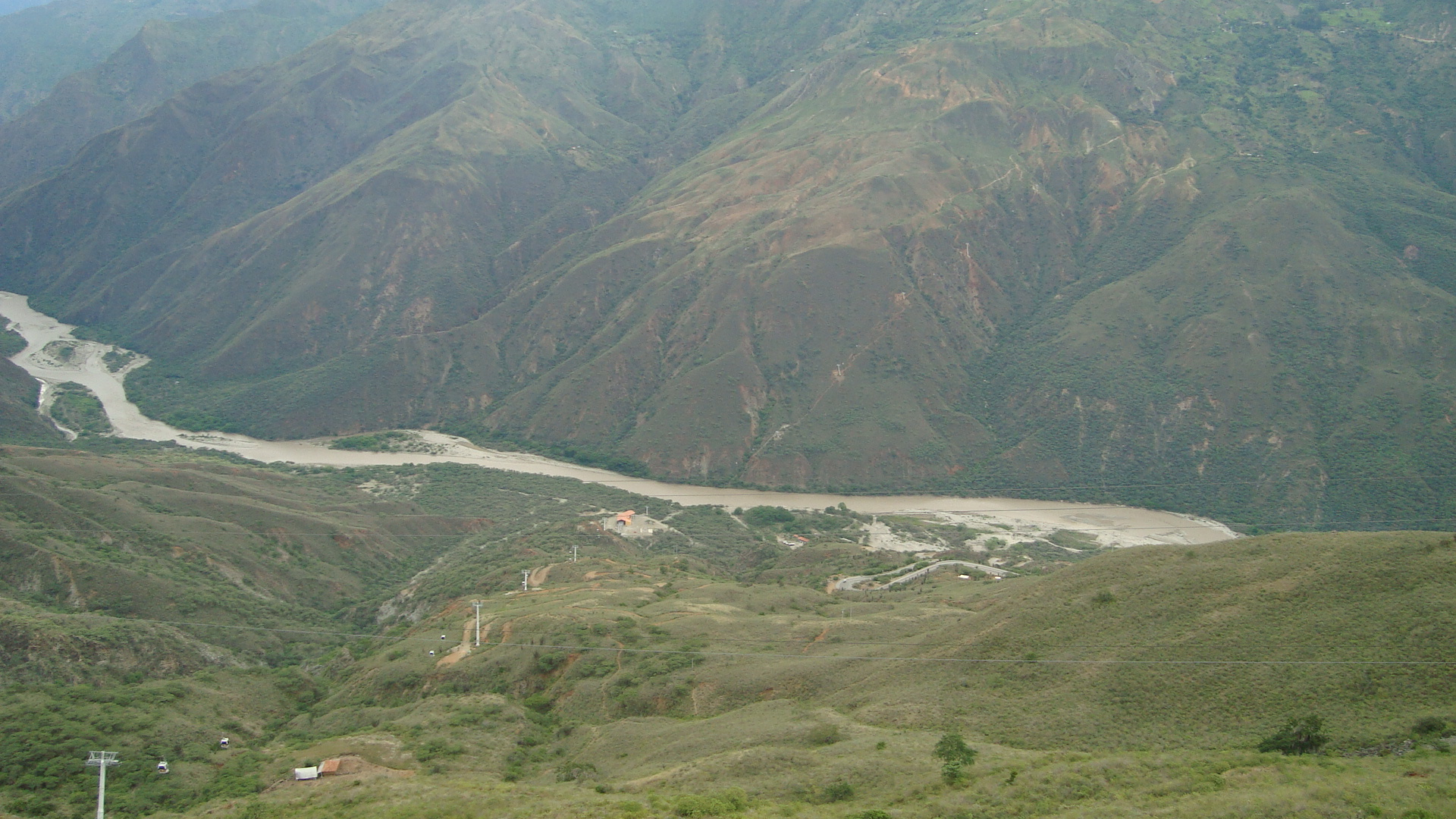
Teleférico que cruza el cañón.
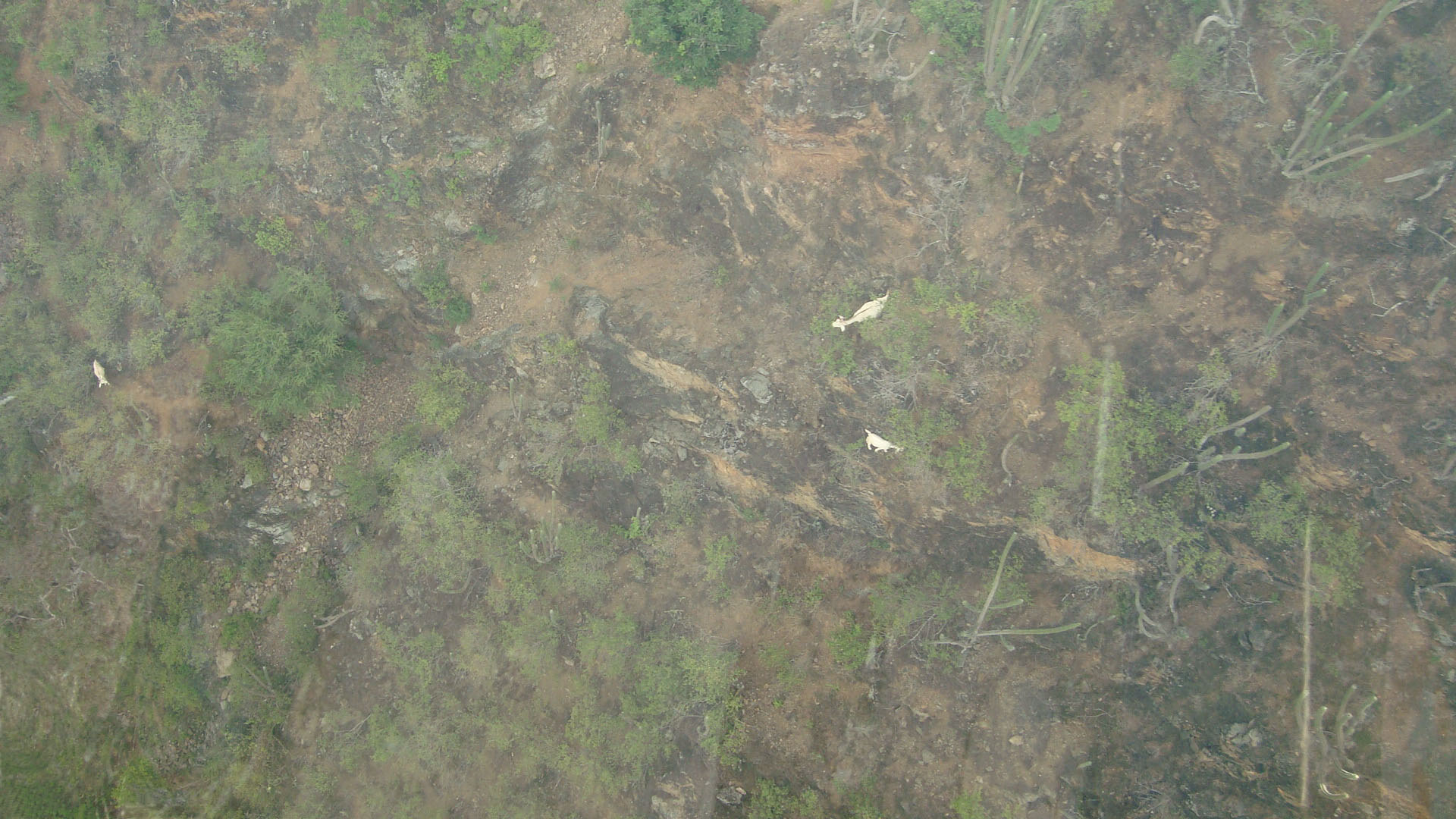
Fauna del cañón.
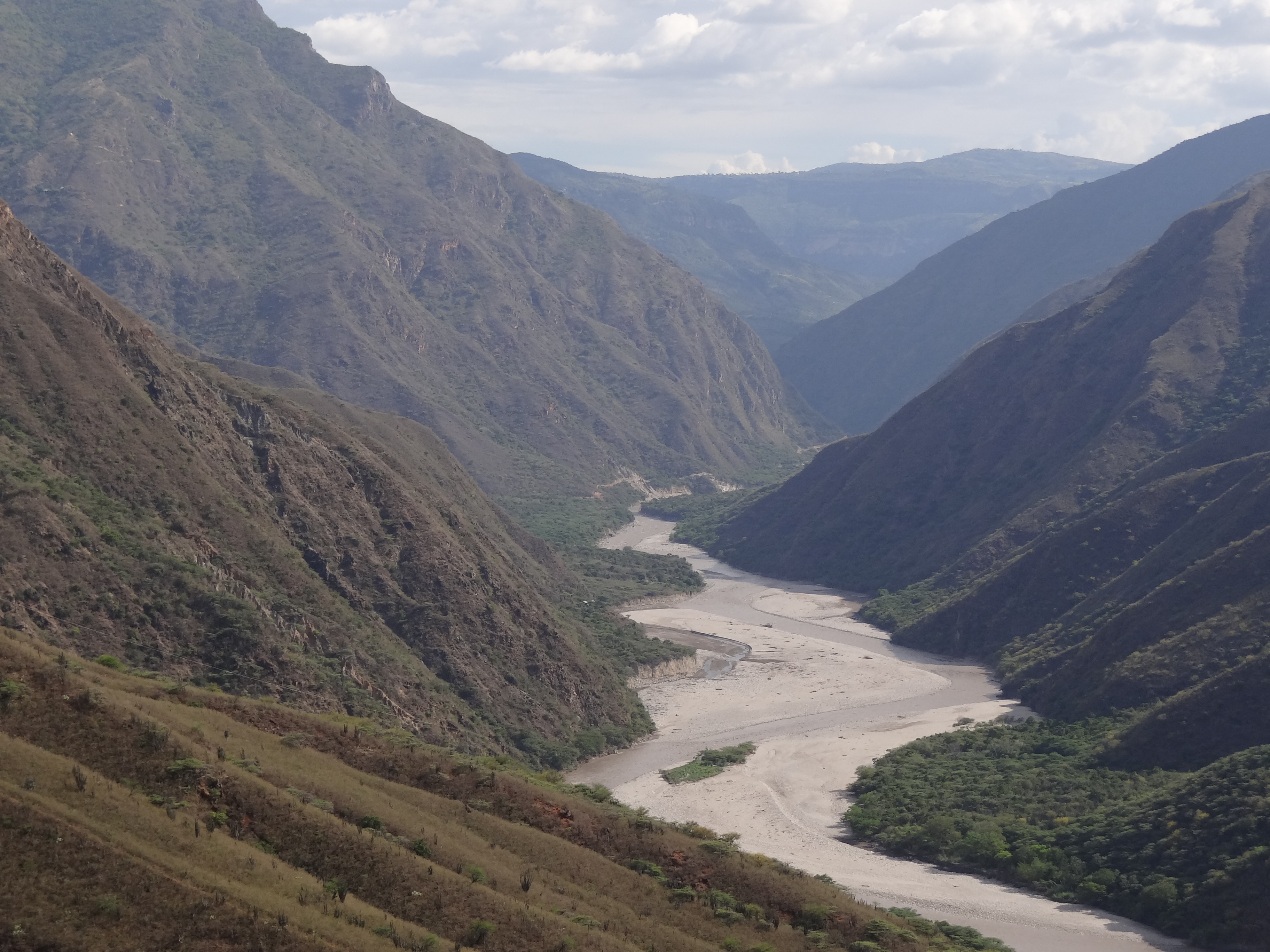
En inmediaciones del Parque nacional del Chicamocha.